# Austrogomphus lateralis
Austrogomphus lateralis är en trollsländeart som först beskrevs av Selys 1873.  Austrogomphus lateralis ingår i släktet Austrogomphus och familjen flodtrollsländor. Inga underarter finns listade i Catalogue of Life.